# Viola grisebachiana
Viola grisebachiana Vis. – gatunek roślin z rodziny fiołkowatych (Violaceae). Występuje naturalnie w Serbii, Albanii, Bułgarii oraz Grecji. 

## Morfologia
PokrójBylina dorastająca do 8 cm wysokości, tworzy kłącza.
LiścieBlaszka liściowa ma kształt od owalnego do owalnie okrągławego. Mierzy 1,5–3 cm długości, jest karbowana na brzegu, ma zbiegającą po ogonku nasadę i tępy wierzchołek. Ogonek liściowy jest nagi. Przylistki są owalne.
KwiatyPojedyncze, wyrastające z kątów pędów. Mają działki kielicha o owalnym kształcie. Płatki są odwrotnie jajowate i mają purpurową barwę, dolny płatek jest odwrotnie jajowaty, z żółtymi żyłkami, posiada obłą ostrogę o długości 3-4 mm.